# Schefflerska palatset

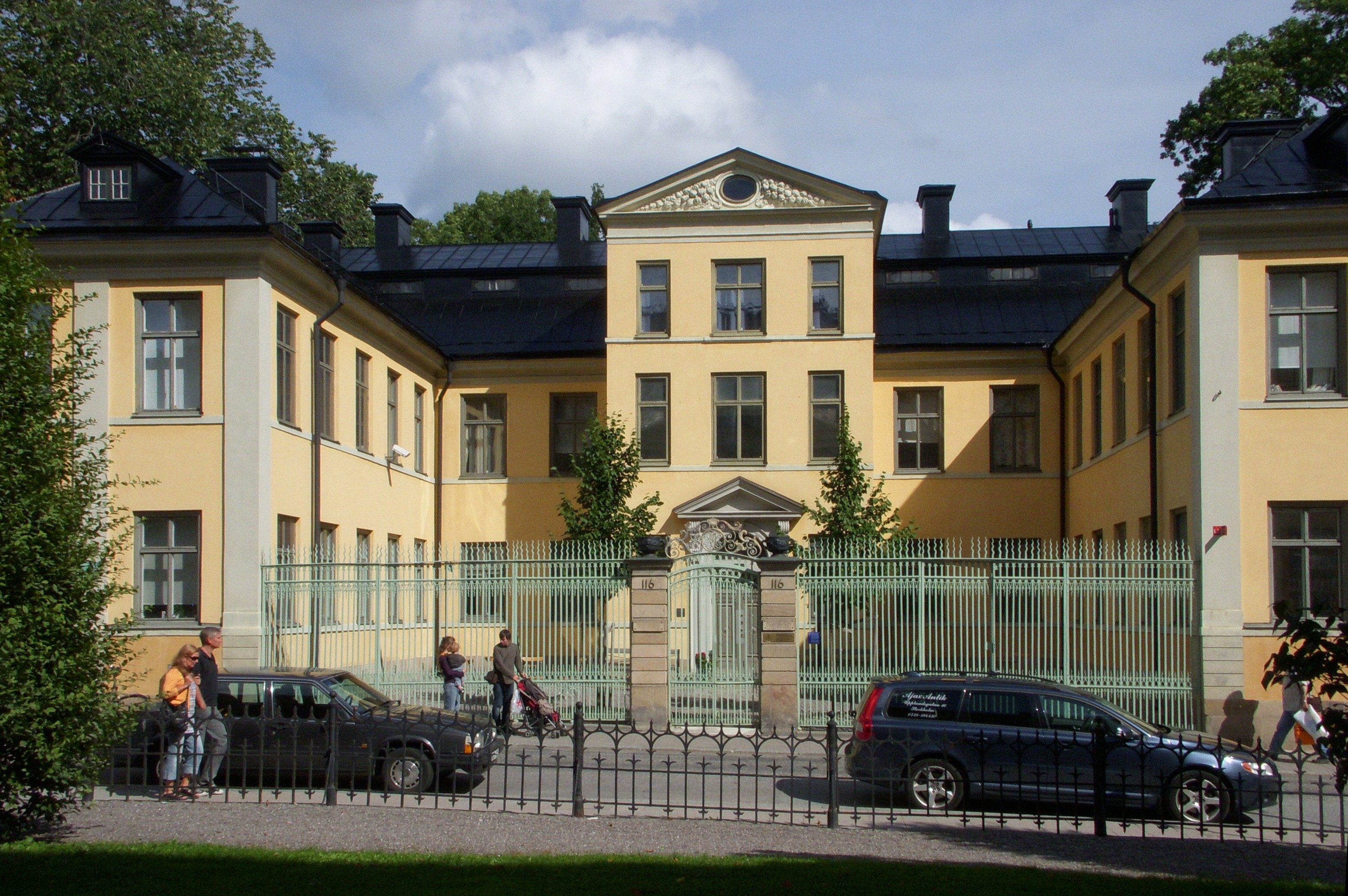
Schefflerska palatsets fasad mot Drottninggatan

Schefflerska palatset, sedan 1830-talet också känt som Spökslottet och tidigare Kniggeska huset efter den tidigare ägaren Jacob von Balthasar Knigge, är en malmgård uppförd ca 1700 vid Drottninggatan 116 (tidigare 110) i Stockholm. Omedelbart öster om Spökslottet ligger Spökparken. 

## Byggnaden

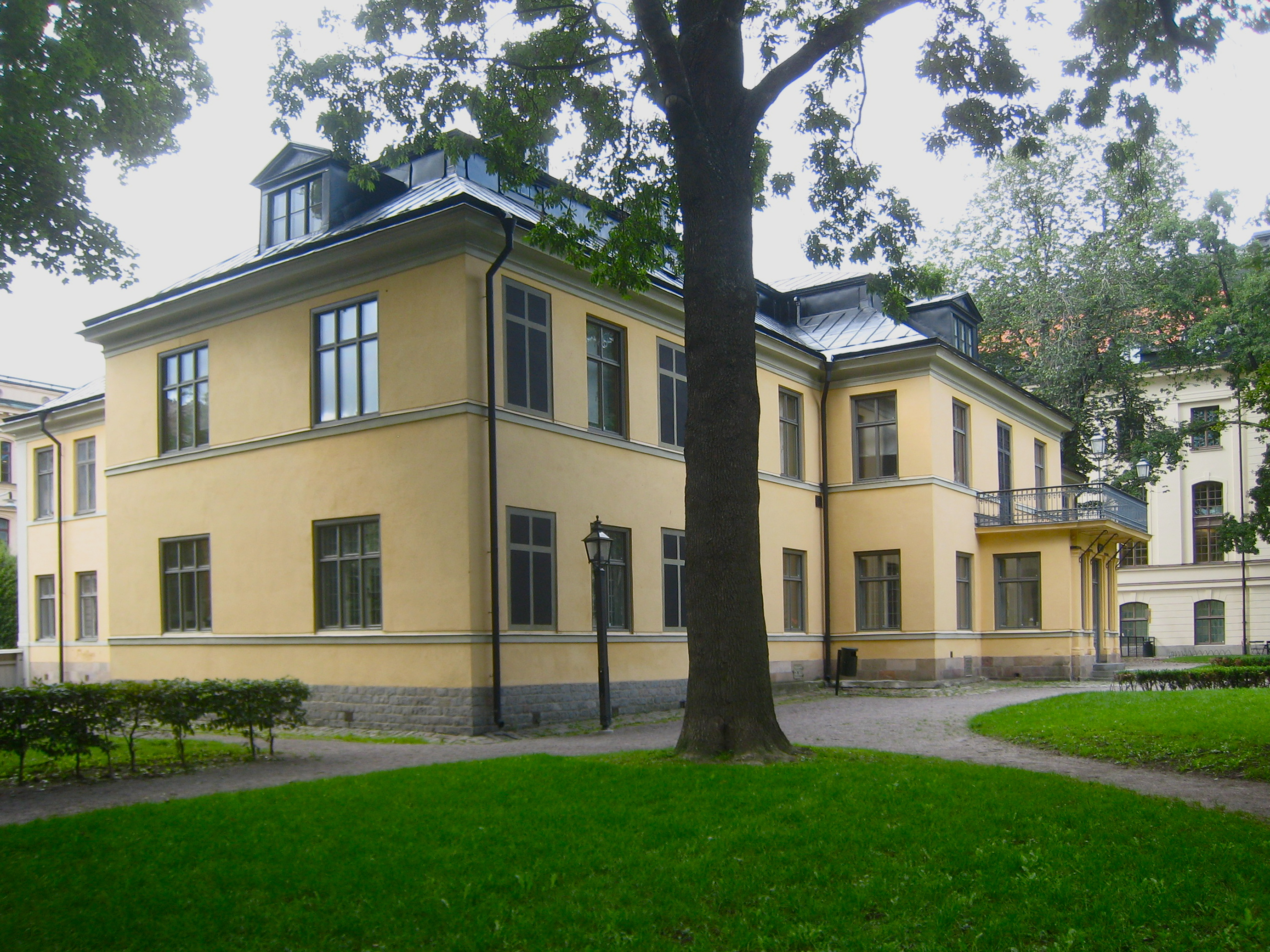
Fasad mot Spökparken

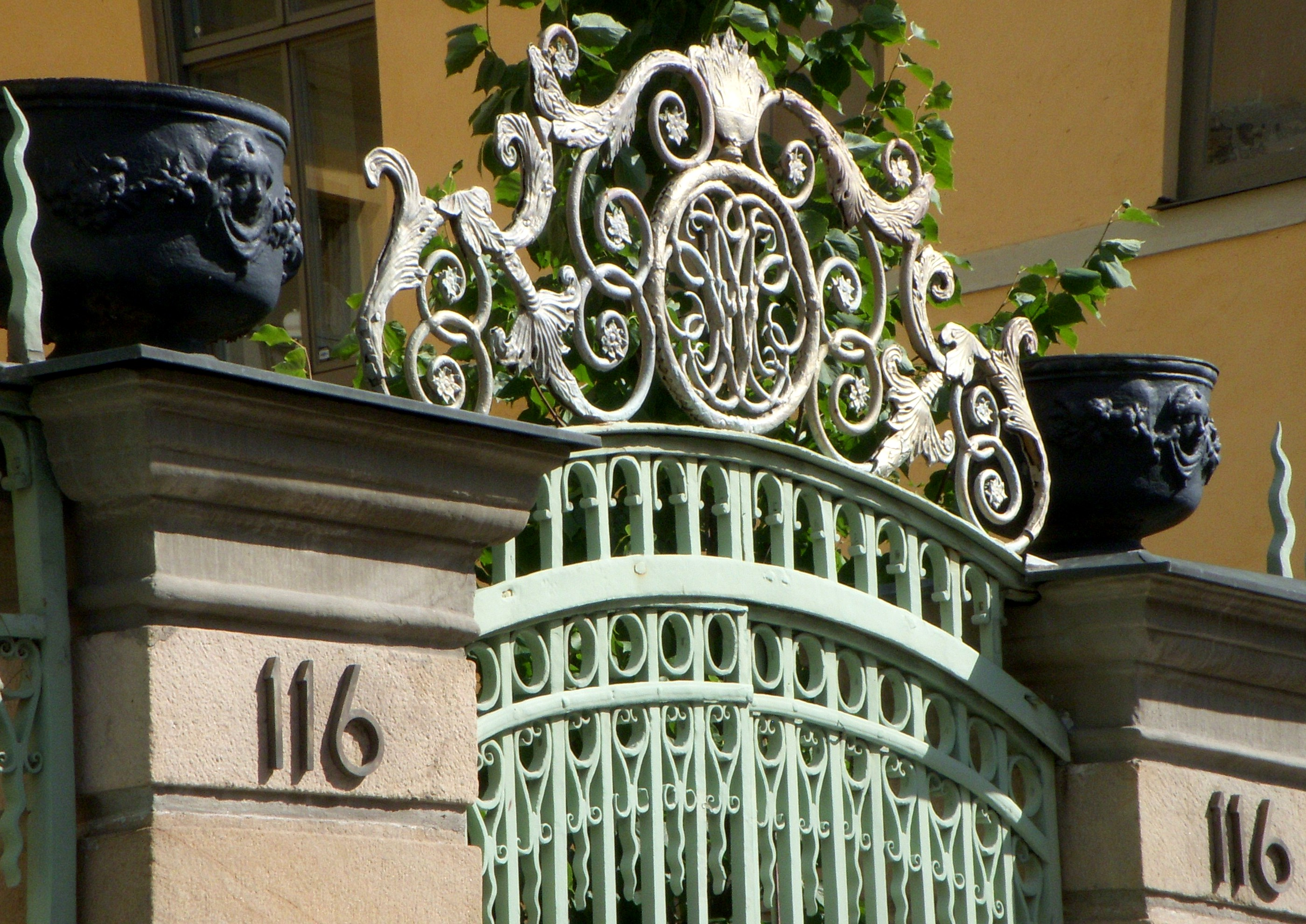
Schefflers initialer

Schefflerska palatset uppfördes som sommarresidens omkring år 1700 av köpmannen Hans Petter Scheffler. Byggherrens initialer i form av ett monogram syns ovanför husets grindportal mot Drottninggatan. Scheffler anlitade en okänd byggmästare/arkitekt i hemstaden Hamburg under 1600-talets sista år. Byggnaden hade ursprungligen två framspringande flyglar åt gatan och en hög attika med prydnadsgavel, ett motiv som är av tyskt ursprung. Det eleganta stucktaket i stora salen är troligen ett verk av Giuseppe Marchi, som flera ur högadeln anlitade. 
Utmed Drottninggatan fanns även två trelängade flygelbyggnader i timmer, varav den ena bevarats på Skansen. Ett gravmonument omtalas på tomten redan på 1700-talet och var sannolikt den förste ägarens grav. Efter hand förföll det och gav anledning till rykten om spökerier. Monumentet revs 1907.
Egendomen förblev privatbostad till 1924. Åren 1874–1924 ägdes huset av publicisten Lars Johan Hiertas änka Wilhelmina och deras döttrar. Åren 1875–1876 utfördes en renovering med ombyggnad av arkitekt Axel Kumlien.
1924 donerades huset och parken till Stockholms högskola. I slottet finns två stiftelseägda konstsamlingar. Stockholms universitet använder byggnaden för representation och som kontorslokaler för pensionerade professorer.
Skönlitterära referenser till Schefflerska palatset finns bland annat hos Carl Jonas Love Almqvist och Hjalmar Söderberg.

### Petissan
Till Schefflerska palatsets norra flygel hörde ursprungligen också en byggnad, som kom till vid 1600-talets slut. Byggnaden innehöll bland annat Café Petissan och var byggd i liggande timmer, som panelkläddes på 1700-talet. Huset stod i korsningen vid nuvarande Drottninggatan 116 och Kungstensgatan och hyste en kaférörelse, Café Petissan, åren 1870–1907. Det kallades "Teknologcaféet" var en populär samlingsplats för studenter, framför allt teknologer, eftersom dåvarande Tekniska högskolans byggnader låg vid samma gatukorsning. 1907 då Stockholms Högskola skulle byggas flyttades byggnaden till Skansen. 1931 flyttades den åter inom Skansen och uppfördes i Skansens Stadskvarter som en del av den historiska miljön där.

## Johan Adolf Bergs konstsamling
Johan Adolf Berg, som dog 1884, testamenterade sin konstsamling på 347 målningar till Stockholms högskola. Konstsamlingen finns i Schefflerska palatset och konstverk finns upphängda i paradvåningen. I samlingen ingår verk av bland andra Pieter Bruegel d.y., Jan Both, Giovanni Battista Tiepolo, Alexander Roslin och Pehr Hilleström.
I Schefflerska palatset finns också en samling konstglas, tillverkade vid Orrefors 1913-83.

## Smeknamnets historik
Det har pratats om spöken i och utanför huset sedan 1700-talet. Det ska ha förekommit konstiga ljud, hörts mystisk musik och sång och speglar och fönster ska ha gått sönder. Ett gravmonument fanns i parken. De anonyma kvarlevorna flyttades 1907 till en kyrkogård. Författaren Anders Fager tar upp spökerierna i sin novell "Vinterpromenad".